# Czapka M1941

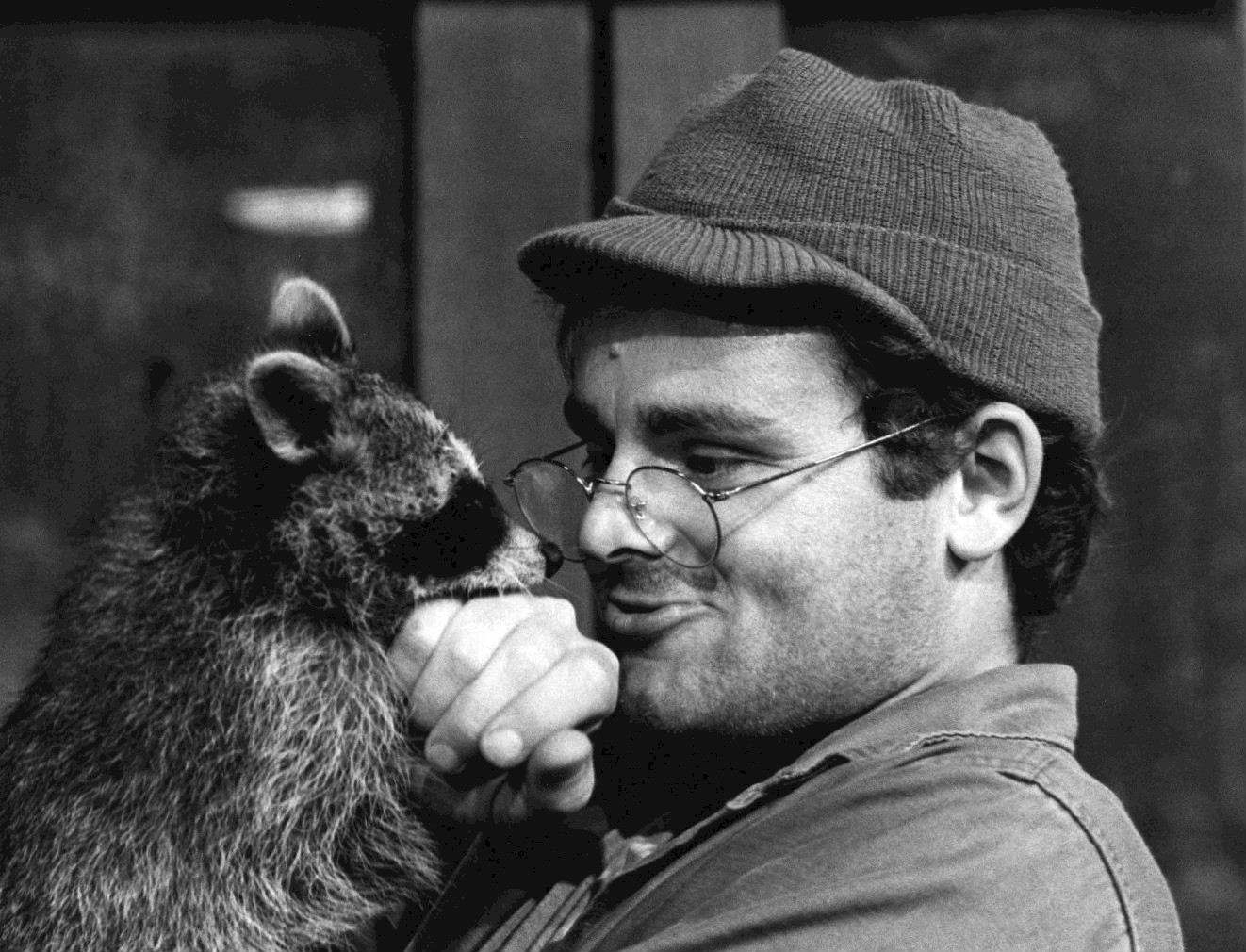
Gary Burghoff w czapce jeep cap

Cap, Wool, Knit, M1941 (popularnie jeep cap) – zimowa amerykańska czapka z okresu II wojny światowej.

## Opis
Nową czapkę zimową wprowadzono w roku 1942. Wykonana była z wełny barwionej na kolor oliwkowy. Czapka była chętnie noszona przez żołnierzy, dobrze chroniła przed zimnem, a kiedy nie była potrzebna można ją było łatwo złożyć i schować do kieszeni. Charakterystyczną cechą jeep cap był mały daszek. Czapkę wycofano ze względu na opinie oficerów, że żołnierze w jeep cap wyglądają nieschludnie. Została zastąpiona pod koniec wojny czapką M-1943 Field Cap.
Jeep cap była charakterystycznym nakryciem głowy bohatera serialu M*A*S*H – kaprala Radara O’Reilly’ego (granego przez Gary’ego Burghoffa). 
Repliki jeep cap są nadal produkowane i przeniknęły do kultury masowej.